# Comitê por uma Internacional dos Trabalhadores
O Comitê por uma Internacional dos Trabalhadores (CIT) é um agrupamento internacional de partidos trotskistas. Algumas de suas seções são o Partido Socialista da Inglaterra e País de Gales, o Partido Socialista (Irlanda), o Partido Socialista (Austrália), o Movimento Democrático Socialista na África do Sul e na Nigéria, grupos com o nome Alternativa Socialista nos Estados Unidos, Canadá, Nova Zelândia, Alemanha, além de partidos na Suécia, no Sri Lanka e outros totalizando representantes em mais de 40 países no mundo - fazendo do CIT o segundo maior grupo trotskista internacional, depois da Quarta Internacional. A seção portuguesa do CIT era o Socialismo Revolucionário, mas desfilou-se em 2019. A seção brasileira do CIT é a Liberdade, Socialismo e Revolução que é uma das tendências internas do PSOL.
O CIT foi fundado em 1974 pelos apoiadores da então chamada Tendência Militant na Grã-Bretanha, Suécia, Irlanda e outros países. Até os anos 90 a maioria das seções do CIT aplicava uma política entrista nos partidos social-democratas e trabalhistas (como Partido Social-Democrata da Alemanha, Partido Trabalhista na Inglaterra, etc.), apesar de esta não ser a única tática utilizada.
Tal política mudou nos anos 90, quando o CIT desenvolveu a análise de que tais partidos mudaram a sua natureza, isto é, para o CIT tais partidos deixaram de ser partidos tradicionais e de massas da classe trabalhadora para se tornarem partidos capitalistas. Seções do CIT:
| Seção                      | Nome                                                                                        | Tradução em português                                    |
| -------------------------- | ------------------------------------------------------------------------------------------- | -------------------------------------------------------- |
| África do Sul              | Democratic Socialist Movement                                                               | Movimiento Socialista Democrático                        |
| Alemanha                   | Sozialistische Alternative                                                                  | Alternativa Socialista                                   |
| Argentina                  | La Chispa                                                                                   | A Centelha                                               |
| Austrália                  | Socialist Party                                                                             | Partido Socialista                                       |
| Áustria                    | Sozialistische LinksPartei                                                                  | Partido Socialista da Esquerda                           |
| Bélgica                    | Linkse Socialistische Partij - Parti Socialiste de Lutte                                    | Partido Esquerda Socialista - Partido Socialista da Luta |
| Bolívia                    | Alternativa Socialista Revolucionaria                                                       | Alternativa Socialista Revolucionária                    |
| Brasil                     | Liberdade, Socialismo e Revolução                                                           |                                                          |
| Canadá                     | Socialist Alternative                                                                       | Alternativa Socialista                                   |
| Cazaquistão                | Социалистическое Сопротивление Казахстана Socialističeskoe Soprotivlenie Kazahstana         | Resistência Socialista Cazaquistão                       |
| Chéquia                    | Socialistická Alternativa Budoucnost                                                        | Alternativa Futura Socialista                            |
| Chile                      | Socialismo Revolucionario                                                                   | Socialismo Revolucionário                                |
| China                      | 中国劳工论坛 Zhongguo Laogong Luntan                                                        | Trabalhador China                                        |
| Chipre                     | Νέα Διεθνιστική Αριστερά Nea Diethnistike Aristera                                          | Nova Esquerda Internacionalista                          |
| Costa Rica                 | Alternativa Socialista                                                                      | Alternativa Socialista                                   |
| Escócia                    | Socialist Party Scotland                                                                    | Partido Socialista da Escócia                            |
| Espanha                    | Socialismo Revolucionario                                                                   | Socialismo Revolucionário                                |
| Estados Unidos             | Socialist Alternative                                                                       | Alternativa Socialista                                   |
| França                     | Gauche révolutionnaire                                                                      | Esquerda Revolucionária                                  |
| Grécia                     | Ξεκίνημα Xekinima                                                                           | Começo                                                   |
| Hong Kong                  | 社會主義行動 Sekuizyuji Haangdung                                                           | Acção Socialista                                         |
| Índia                      | New Socialist Alternative                                                                   | Nova Alternativa Socialista                              |
| Inglaterra e País de Gales | Socialist Party                                                                             | Partido Socialista                                       |
| Irlanda                    | Socialist Party / Páirtí Sóisialach                                                         | Partido Socialista                                       |
| Islândia                   | Sósíalískt Réttlæti                                                                         | Justiça Socialista                                       |
| Israel e Palestina         | حركة النضال الاشتراكي / מאבק סוציאליסטי Ma'avak Sotzialisti / Harakah al-Nidal al-Ashteraki | Luta Socialista                                          |
| Itália                     | ControCorrente                                                                              | Contracorrente                                           |
| Japão                      | 国際連帯 Kokusai Rentai                                                                     | Solidariedade Internacional                              |
| Líbano                     | اللجنة لأممية العمال - لبنان al-Lajnah Lammyah al-Amal – Lubnan                             | CIT Líbano                                               |
| Malásia                    | CWI Malaysia                                                                                | CIT Malásia                                              |
| Nigéria                    | Democratic Socialist Movement                                                               | Movimiento Socialista Democrático                        |
| Países Baixos              | Socialistisch Alternatief                                                                   | Alternativa Socialista                                   |
| Paquistão                  | Socialist Movement Pakistan                                                                 | Movimiento Socialista Paquistão                          |
| Polónia                    | Alternatywa Socjalistyczna                                                                  | Alternativa Socialista                                   |
| Quebec                     | Alternative socialiste                                                                      | Alternativa Socialista                                   |
| Rússia                     | Российская секция КРИ Rossijskaâ sekciâ KRI                                                 | Seção russa do CIT                                       |
| Sri Lanka                  | එක්සත් සමාජවාදි පකෂය / ஐக்கிய சோசலிச கட்சி Eksath Samajavadi Pakshaya / Aikkiy Cōcalic Kaṭci           | Partido Socialista Unido                                 |
| Suécia                     | Rättvisepartiet Socialisterna                                                               | Partido Socialista da Justiça                            |
| Taiwan                     | CWI Taiwan                                                                                  | CIT Taiwan                                               |
| Venezuela                  | Socialismo Revolucionario                                                                   | Socialismo Revolucionário                                |